# Søren Petersen
Pour les articles homonymes, voir Petersen.
Soren Petersen est un boxeur danois né le 6 décembre 1894 à Kolding et mort en Belgique en 1945.

## Carrière
Il remporte la médaille d'argent dans la catégorie poids lourds aux Jeux olympiques d'Anvers en 1920 puis à ceux de Paris en 1924. Petersen passe professionnel la même année et devient champion du Danemark poids lourds. Il échoue en revanche en championnat d'Europe face au français Pierre Charles le 30 novembre 1929.

## Palmarès

### Jeux olympiques
- Jeux olympiques d'été de 1920 à Anvers[1] (poids lourds)
- Jeux olympiques d'été de 1924 à Paris[2] (poids lourds)